# سايمون ماكبرني
سايمون ماكبرني (بالإنجليزية: Simon McBurney)‏ (مواليد 25 أغسطس 1957)، هو ممثل وكاتب ومخرج إنجليزي. بدأت مسيرته الفنية بتمثيله بالمسلسلات سنة 1988.

## أعماله

### الأفلام
- كافكا (1991)
- مسرحية دائرة الطباشير القوقازية (1997)
- أصدقاء مع المال (2006)
- آخر ملوك اسكتلندا (2006)
- البوصلة الذهبية (2007)
- كتلة أكاذيب (2008)
- الدوقة (2008)
- روبن هود (2010)
- هاري بوتر ومقدسات الموت – الجزء 1 (2010)
- سمكري خياط جندي جاسوس (2011)
- السحر في ضوء القمر (2014)
- نظرية كل شيء (2014)
- مهمة مستحيلة: أمة منشقة (2015)
- الشعوذة 2 (2016)
- الحلفاء (2016)

### المسلسلات
- البورجياس (2011 - 2013)
- يوتوبيا (2013)

## وصلات خارجية
- سايمون ماكبرني على موقع IMDb (الإنجليزية)
- سايمون ماكبرني على موقع مونزينجر (الألمانية)
- سايمون ماكبرني على موقع ألو سيني (الفرنسية)
- سايمون ماكبرني على موقع أول موفي (الإنجليزية)
- سايمون ماكبرني على موقع قاعدة بيانات برودواي على الإنترنت (الإنجليزية)
- سايمون ماكبرني على موقع قاعدة بيانات الأفلام السويدية (السويدية)
- سايمون ماكبرني على موقع ديسكوغز (الإنجليزية)
- سايمون ماكبرني على موقع قاعدة بيانات الفيلم (الإنجليزية)
- سايمون ماكبرني على موقع كينوبويسك (الروسية)